# 宍戸就尚
宍戸 就尚（ししど なりなお）は、江戸時代初期の長州藩毛利家家臣。宍戸家第16代当主。父母両方の祖に毛利元就がいる。

## 生涯
慶長12年（1607年）、毛利家家臣宍戸広匡の長男として生まれる。寛永元年（1624年）。父の隠居により家督を相続する。寛永2年（1625年）の藩内の知行替えにより、佐波郡右田から熊毛郡三丘に移る。以降、宍戸家は代々三丘領主、長州藩一門家老筆頭を務める。寛永年間、領内に正覚寺を創建する。
寛永17年（1640年）死去。享年34。家督は実弟熊谷元実の子の宍戸就附が相続した。